# Place Marthe-Simard
La place Marthe Simard est une voie publique du 14e arrondissement de Paris, ouverte en 2011.

## Situation et accès
On accède à la place par l'avenue de la Porte-de-Vanves, l'avenue Marc-Sangnier et la rue Maurice-Noguès.
Ce site est desservi par la ligne 13 à la station de métro Porte de Vanves.

## Origine du nom

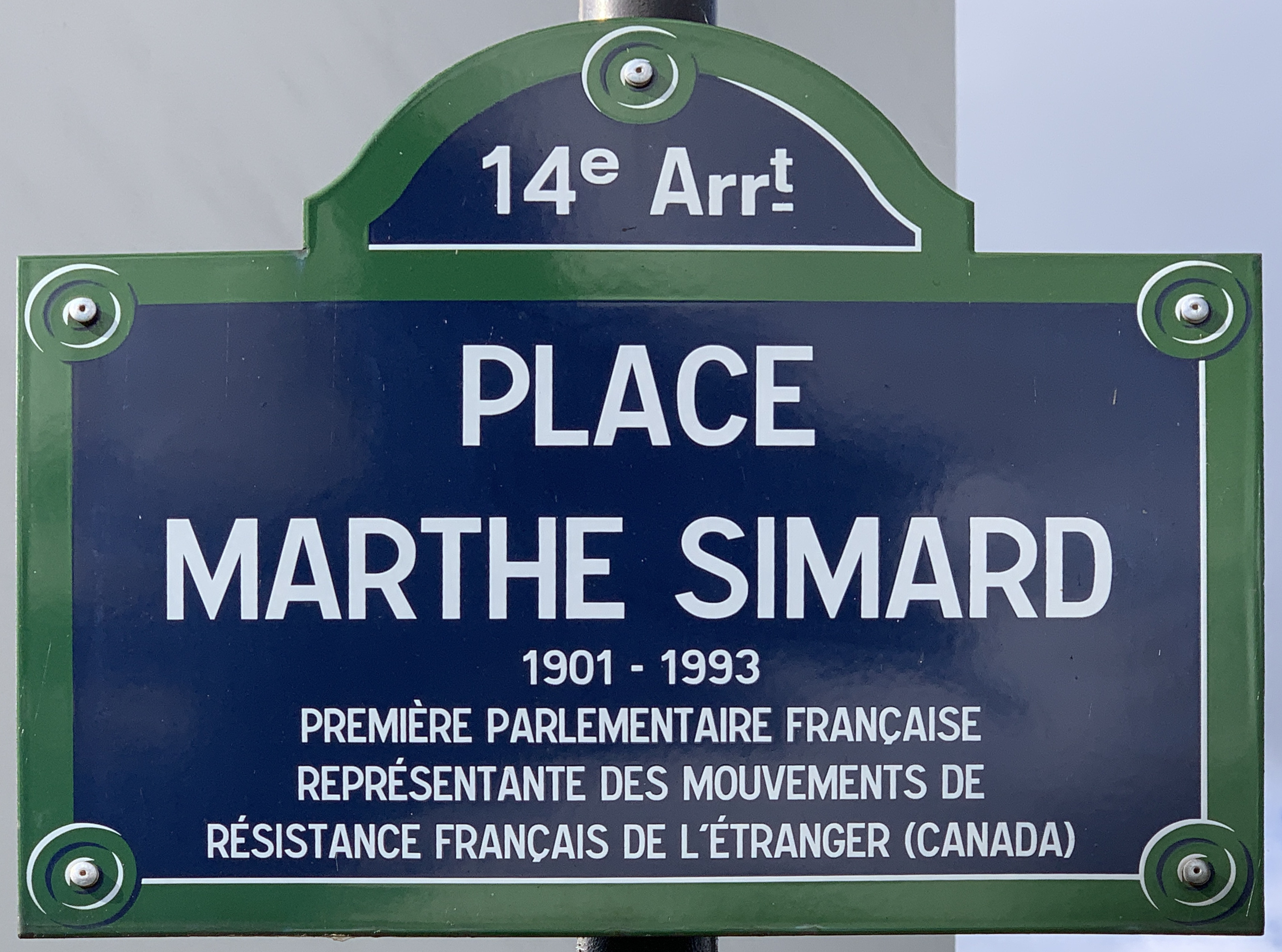
Plaque de la place.

Elle doit son nom à la résistante et femme politique franco-québécoise Marthe Simard (1901-1993), fondatrice en décembre 1940 du Comité France libre de Québec et première femme française à avoir siégé dans une assemblée parlementaire. 

## Historique
Cette voie prend son nom par délibération du Conseil de Paris et est inaugurée en 2011.